# Leon Voorberg
Leon Miquel Alexander Voorberg (Alkmaar, 1969) is een Nederlands acteur. Hij groeide op in Schoorl en woont afwisselend in Amsterdam en Berlijn.

## Leven en werk
Voorberg studeert in 1999 af aan de Acteursopleiding van de Toneelacademie Maastricht. Zijn debuut als professioneel toneelspeler maakt hij een paar maanden later bij Toneelgroep Amsterdam. Bij dit gezelschap speelt hij ruim 15 jaar in voorstellingen van onder meer Ivo van Hove, Gerardjan Rijnders en Eric de Vroedt. Incidenteel werkt Voorberg mee aan producties bij andere gezelschappen als Het Toneelhuis in Antwerpen en Teatr Rozmaitosci in Warschau. In 2012 verruilt hij op eigen initiatief zijn vaste aanstelling bij Toneelgroep Amsterdam voor een freelancebestaan.
Naast zijn optreden in het theater is Voorberg werkzaam als film- en televisieacteur. Hij speelt gastrollen in onder meer Grijpstra & De Gier, Spangen, Baantjer en Keyzer & De Boer Advocaten. In 2008 speelt hij de rol van teamleider in het VARA actiedrama Deadline. In 2010 presenteert de VARA wegens de hoge kijkcijfers een tweede seizoen van deze serie. Uiteindelijk vertolkt Voorberg de rol van Matthias Maat in 24 afleveringen. In de telefilm Win/Win (2010) van regisseur Jaap van Heusden speelt Voorberg de gehaaide trader Stef. Verder verschijnt hij o.a. in Overspel (VARA, 2011) en de SBS6-serie Celblok H (2014). In 2015 speelt hij rollen in de speelfilms Publieke Werken (regie: Joram Lürsen) en Code M (regie: Dennis Bots).

## Filmografie
- 1999: Leven en dood van Quidam Quidam (tv-serie)
- 2003: SuperTex
- 2004: De dominee
- 2008–2010: Deadline (tv-serie)
- 2009: Amsterdam
- 2010: Win/Win
- 2014–2016: Celblok H (tv-serie)
- 2015: Code M
- 2015: Publieke Werken

## Toneel
- 2016–2017: Kings of War (Toneelgroep Amsterdam) – Auteur: William Shakespeare – Regie: Ivo van Hove – Rollen: Charles VI / Warwick / Stanley
- 2015–2017: De Stille Kracht (Toneelgroep Amsterdam) – Auteur: Louis Couperus – Regie: Ivo van Hove – Rol: Frans van Helderen
- 2010–2014: Scènes uit een huwelijk (Toneelgroep Amsterdam) – Auteur: Ingmar Bergman – Regie: Ivo van Hove – Rol: Peter
- 2011–2013: De Russen! (Toneelgroep Amsterdam) – Auteur: Anton Tsjechov / Tom Lanoye – Regie: Ivo van Hove – Rol: Porfiry Glagoliev
- 2011–2012: Kat op een heet zinken dak (TA-2 / Toneelschuur) – Auteur: Tennessee Williams – Regie: Jacob Derwig – Rol: Cooper
- 2011–2012: After the Fall | Na de Zondeval (Toneelgroep Amsterdam) – Auteur: Arthur Miller – Regie: Eric de Vroedt – Rollen: Dan / Mickey
- 2011–2013: De vrek (Toneelgroep Amsterdam) – Auteur: Molière – Regie: Ivo van Hove – Rol: La Flèche
- 2010–2012: Al mijn Zonen (TA-2 / Toneelschuur) – Auteur: Arthur Miller – Regie: Thibaud Delpeut – Rol: George Deever
- 2009–2011: Antonioni Project (Holland Festival / Toneelgroep Amsterdam) – Auteur: Michelangelo Antonioni – Regie: Ivo van Hove – Rol: Corrado
- 2009–2011: Glengarry Glen Ross (TA-2 / Toneelschuur) – Auteur: David Mamet – Regie: Eric de Vroedt – Rol: Shelley Levene | Jacques Levi
- 2009–2011: Ubu roi (Toneelgroep Amsterdam / Schauspiel Essen) – Auteur: Alfred Jarry / Simon Stephens – Regie: Sebastian Nübling – Rol: Dogpile
- 2009–2010: Rashomon-effect (TA-2 / Frascati) – Tekst en Regie: Joachim Robbrecht – Rol: Rechercheur
- 2008–2009: Rocco en zijn broers (Toneelgroep Amsterdam) – Auteur: Luchino Visconti – Regie: Ivo van Hove – Rol: Vincenzo Parondi
- 2008–2009: A Streetcar Named Desire (TA-2 / Toneelschuur) – Auteur: Tennessee Williams – Regie: Eric de Vroedt – Rol: Mitch
- 2007–2008: Ajax (Toneelgroep Amsterdam / De Theatercompagnie) – Auteur: Sophocles – Regie: Theu Boermans – Rollen: Bode / Agamemnon
- 2007–2008: Naar Damascus (Toneelgroep Amsterdam) – Auteur: August Strindberg – Regie: Pierre Audi – Rol: Dokter
- 2005–2006: Madame de Sade (Toneelgroep Amsterdam) – Auteur: Yukio Mishima – Regie: Krzysztof Warlikowski – Rol: Barones de Simiane
- 2004–2009: Het temmen van de feeks (Toneelgroep Amsterdam) – Auteur: William Shakespeare – Regie: Ivo van Hove – Rol: Gremio
- 2004–2007: A Perfect Wedding (Toneelgroep Amsterdam) – Auteur: Charles L. Mee – Regie: Ivo van Hove – Rol: Willy
- 2004–2005: Oom Wanja (Toneelgroep Amsterdam) – Auteur: Anton Tsjechov – Regie: Olivier Provily – Rol: Oom Wanja
- 2004–2005: Keetje van Heilbron (Toneelgroep Amsterdam) – Auteur: Heinrich von Kleist – Regie: Gerardjan Rijnders – Rol: Godschalk
- 2003–2004: Drie Zusters (Toneelgroep Amsterdam) – Auteur: Anton Tsjechov – Regie: Ivo van Hove – Rol: Tuzenbach
- 2003–2004: Cleansed | Oczyszczeni (Teatr Rozmaitości) – Auteur: Sarah Kane – Regie: Krzysztof Warlikowski – Rol: Carl
- 2003–2004: Ursula of Getijdenvrees (Toneelgroep Blue) – Auteur: Howard Barker – Regie: David Geysen – Rol: Lucas
- 2003–2004: Droomsporen (Toneelgroep Amsterdam) – Auteur: Andrew Bovell – Regie: Krzysztof Warlikowski – Rol: Neil
- 2002–2003: Marathon (A.C. Trompet) – Auteur: Olivier van Oost – Regie: Paul Mercelis – Rol: Phidippides
- 2001–2003: Mamma Medea (Het Toneelhuis) – Auteur: Tom Lanoye – Regie: Gerardjan Rijnders – Rollen: Idas / De sportleraar
- 2001–2002: The Merchant of Venice (Toneelgroep Amsterdam) – Auteur: William Shakespeare – Regie: Ola Mafaalani – Rollen: Prins van Aragon / Prins van Marokko / Oude Gobbo / Doge
- 2001–2002: Con Amore (Toneelgroep Amsterdam) – Auteur: Claudio Monteverdi / Jef Aerts – Regie: Ivo van Hove – Rol: Valetto
- 2000–2001: Zonder Titel (Toneelgroep Amsterdam) – Auteur: Wim T. Schippers – Regie: Titus Muizelaar – Rol: Tonny van Bergen